# Platinum End
Platinum End (japanisch プラチナエンド, Purachina Endo) ist eine Manga-Serie von Tsugumi Ōba und Takeshi Obata, die 2015 bis 2021 veröffentlicht wurde. 2021 erschien eine Adaption als Anime-Fernsehserie.

## Handlung
Nach dem Tod seiner Eltern wächst Mirai Kakehashi bei seiner Tante und seinem Onkel auf, die ihn nicht leiden können. Aus diesem Grund will er durch das Stürzen von einem Hochhaus Suizid begehen, wird jedoch von einem weiblichen Engel namens Nasse gerettet. Sie gibt sich als sein Schutzengel zu erkennen und will Mirais Leben verbessern. Sie erklärt ihm, dass seine Tante und sein Onkel für den Tod seiner Eltern verantwortlich waren.

## Veröffentlichungen
Platinum End erschien im monatlichen Magazin Jump Square des Verlags Shūeisha. Das erste Kapitel wurde in der Dezember-Ausgabe 2015 am 4. November 2015 veröffentlicht. Am 4. Januar 2021 wurde die Serie abgeschlossen. Die Einzelkapitel wurden in 14 Sammelbänden zusammengefasst. Die ersten beiden Bände verkauften sich in den ersten Wochen nach ihrer Veröffentlichung jeweils über 190.000 mal.
Eine deutsche Übersetzung erschien von November 2016 bis Februar 2022 vollständig bei Tokyopop. Eine französische Übersetzung erscheint zeitgleich zur japanischen Veröffentlichung online bei Kazé, eine englischsprachige zeitgleich bei Viz Media. Außerdem wird die Serie auf Spanisch, Italienisch, Portugiesisch und Chinesisch veröffentlicht.
| Band | Japan            | Japan                  | Deutschland      | Deutschland             |
| Band | Veröffentlichung | ISBN                   | Veröffentlichung | ISBN                    |
| ---- | ---------------- | ---------------------- | ---------------- | ----------------------- |
| 01   | 4. Feb. 2016     | ISBN 978-4-08-880637-2 | 17. Nov. 2016    | ISBN 978-3-8420-3166-1. |
| 02   | 2. Mai 2016      | ISBN 978-4-08-880709-6 | 12. Jan. 2017    | ISBN 978-3-8420-3220-0. |
| 03   | 4. Aug. 2016     | ISBN 978-4-08-880760-7 | 13. Apr. 2017    | ISBN 978-3-8420-3544-7. |
| 04   | 4. Nov. 2016     | ISBN 978-4-08-880814-7 | 20. Juli 2017    | ISBN 978-3-8420-3687-1. |
| 05   | 3. Feb. 2017     | ISBN 978-4-08-881009-6 | 12. Okt. 2017    | ISBN 978-3-8420-3688-8. |
| 06   | 2. Juni 2017     | ISBN 978-4-08-881080-5 | 11. Jan. 2018    | ISBN 978-3-8420-4173-8. |
| 07   | 2. Nov. 2017     | ISBN 978-4-08-881161-1 | 17. Mai 2018     | ISBN 978-3-8420-4360-2. |
| 08   | 4. Apr. 2018     | ISBN 978-4-08-881370-7 | 13. Dez. 2018    | ISBN 978-3-8420-4949-9. |
| 09   | 4. Sep. 2018     | ISBN 978-4-08-881426-1 | 18. Apr. 2019    | ISBN 978-3-8420-5317-5. |
| 010  | 4. Feb. 2019     | ISBN 978-4-08-881729-3 | 9. Okt. 2019     | ISBN 978-3-8420-5589-6. |
| 011  | 5. Juli 2019     | ISBN 978-4-08-881887-0 | 10. Feb. 2020    | ISBN 978-3-8420-5776-0. |
| 012  | 4. Feb. 2020     | ISBN 978-4-08-882190-0 | 7. Apr. 2021     | ISBN 978-3-8420-6019-7. |
| 013  | 4. Sep. 2020     | ISBN 978-4-08-882392-8 | 13. Okt. 2021    | ISBN 978-3-8420-7074-5. |
| 014  | 4. Feb. 2021     | ISBN 978-4-08-882555-7 | 9. Feb. 2022     | ISBN 978-3-8420-7155-1. |

## Anime-Adaption
Eine Adaption des Mangas als Anime für das japanische Fernsehen entstand 2021 beim Studio Signal.MD. Hauptautor war Shinichi Inotsume und Regie führte Hideya Takahashi. Für das Charakterdesign war Kōji Ōdate verantwortlich und die Tonarbeiten leitete Takatoshi Hamano. Die Computeranimationen entstanden unter der Leitung von Masanori Ikeda.
Die Serie wird seit dem 7. Oktober von TBS ausgestrahlt. International findet parallel die Veröffentlichung per Streaming über die Plattform Crunchyroll statt, unter anderem mit deutschen und englischen Untertiteln.

### Synchronisation
| Rolle           | japanischer Sprecher (Seiyū) | deutsche Sprecher  |
| --------------- | ---------------------------- | ------------------ |
| Mirai Kakehashi | Miyu Irino                   | Henning Nöhren     |
| Nasse           | Yui Ogura                    | Emilia Raschewski  |
| Saki Hanakago   | M.A.O                        | Lisa May-Mitsching |
| Revel           | Natsuki Hanae                | Dirk Petrick       |

### Musik
Die Musik der Serie wurde komponiert von Masahiro Tokuda. Das Vorspannlied ist Sense von Band-Maid und der Abspann wurde unterlegt mit dem Titel Kōfuku-Ron, gesungen von Yū Miyashita.